# Hinduism i Iran
Hinduismen är en religion i minoritet i Iran. År 2015 bodde 39 200 hinduer i Iran.
Två hinduiska tempel har byggt i landet av Arya Samaj, det ena i Bandar Abbas och det andra i Zahedan, båda finansierade av indiska köpmän på slutet av 1800-talet.

## Demografi
| År   | Procent | Ökning  |
| ---- | ------- | ------- |
| 2010 | 0,02 %  | -       |
| 2015 | 0,05 %  | +0,03 % |

År 2010 fanns det cirka 20 000 hinduer i Iran, vilket ökade till 39 200 år 2015.

## Historia

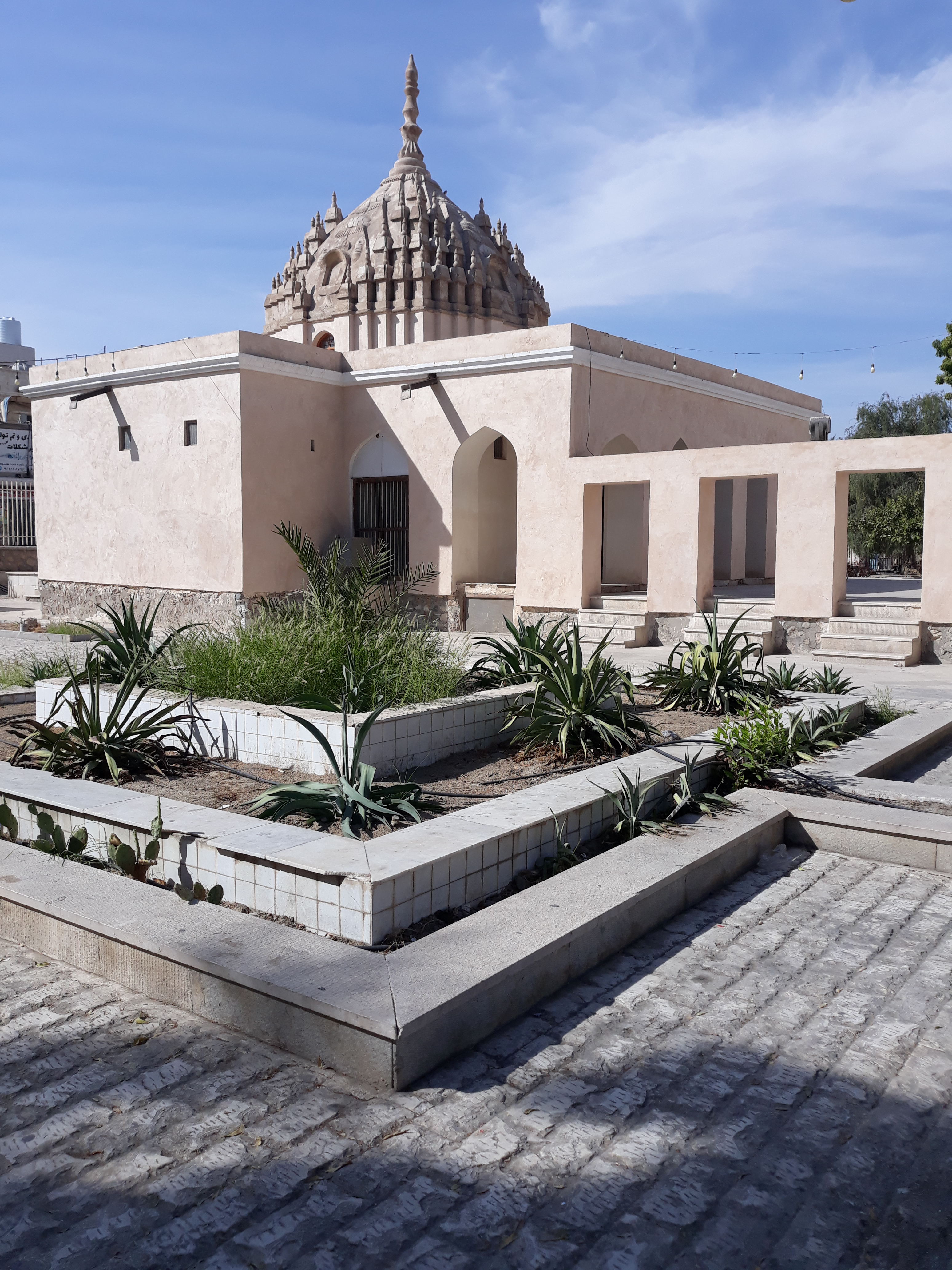
Vishnu-templet i Bandar Abbas.

Hinduismens historia i Iran är en komplex berättelse som sträcker sig över flera tusen år. Den speglar kontakterna mellan det forntida Iran och den indiska subkontinenten, liksom migration av indier till iransk mark. Hinduismen i Iran har påverkats av en rad sociala, kulturella och politiska faktorer, däribland handel, spridningen av religiösa idéer och etableringen av indiska mikrosamhällen i landet över tid.

### Tidiga kontakter och influenser
Hinduismens historiska band till Iran går tillbaka till den tidiga indoiranska perioden, då både Iran och den indiska subkontinenten befolkades av folk som talade indoeuropeiska språk. De forntida indoiranska folken, som senare delades upp i de vedisk-talande arierna i Indien och de iransktalande folken, hade många religiösa och kulturella traditioner gemensamt.
Tidiga hänvisningar till vediska religiösa bruk och gudar förekommer i Avesta, zoroastrismens heliga texter, som uppvisar både språkliga och tematiska likheter med de hinduiska skrifterna. I Rigveda nämns ā́rya (arier), som kan ha haft kontakt med det iranska höglandet innan de skilde sig åt i olika kulturella och religiösa riktningar.
Även Avesta innehåller många paralleller till de vediska hymnerna, såsom gestalterna Mithra (Mitra), en framträdande gud i både hinduisk och zoroastrisk tradition. Dessa likheter tyder på ett gemensamt religiöst arv innan hinduism och zoroastrism utvecklades till separata trosuppfattningar i respektive region.

### Forntida Persien och hinduiska influenser
Under det forntida Irans historia, särskilt under Akemeniderna (cirka 550–330 f.Kr.), förekom omfattande kontakter mellan Iran och den indiska subkontinenten. Handelsvägar som Sidenvägen möjliggjorde utbyte av varor, idéer och kulturella influenser. Även om hinduismen inte var en dominerande religion i området, påverkade den sannolikt det religiösa och filosofiska landskapet i det forntida Iran.
Under Dareios den stores regeringstid (522–486 f.Kr.) finns det uppgifter om att indiska handelsmän reste till Persien, och att kontakter förekom mellan indiska lärde och de persiska hovmiljöerna. Zoroastrismen var fortsatt den dominerande religionen i det akemenidiska riket, men indiska religiösa idéer och praktiker förekom sannolikt i det iranska samhället, särskilt genom handel och intellektuellt utbyte.
Ett metallföremål föreställande en elefanthövdad figur, liknande den hinduiska guden Ganesha, har påträffats i Lorestanprovinsen i västra Iran. Föremålet har daterats till mellan 1200 och 1000 f.Kr.

### Medeltid och tidigmodern tid
Hinduismens närvaro i Iran befästes ytterligare under medeltiden, särskilt genom den växande handeln efter de islamiska erövringarna av Persien på 600-talet e.Kr. Även om islam med tiden blev den dominerande religionen i Iran, fanns det betydande hinduiska samhällen, särskilt i regionerna Kerman och Yazd, som låg längs viktiga handelsvägar mellan Indien och Mellanöstern.
Under Safaviddynastin (1501–1736), då Iran upprättade omfattande handelsförbindelser med Indien, ökade det indiska inflytandet ytterligare. Indiska handelsmän, soldater och hantverkare migrerade till Iran, och mindre hinduiska samhällen etablerade sig i städer som Esfahan och Teheran. Dessa tidiga bosättningar var ofta verksamma inom handel, och deras religiösa traditioner fortsatte att präglas av kulturella influenser från den indiska subkontinenten.

### Modern tid
Under modern tid, särskilt under Qajardynastin (1789–1925) och Pahlavidynastin (1925–1979), förekom betydande migration av hinduer till Iran. Många av dessa migranter anlände på grund av handel och diplomatiska förbindelser mellan Iran och det brittiskt styrda Indien. Under denna period växte små men etablerade hinduiska gemenskaper fram i flera av Irans större städer, framför allt i Teheran, Esfahan och Kerman.
Den brittiska kolonialmaktens närvaro i Indien och grundandet av brittisk-indiska samhällen i Iran spelade en viktig roll i att stärka dessa kontakter. Även närvaron av andra sydasiatiska religiösa grupper, såsom parsi (zoroastrer från Indien), bidrog till regionens religiösa mångfald.
Efter iranska revolutionen 1979 förändrades det politiska och sociala landskapet i Iran avsevärt. Den nya islamiska republiken under ledning av ayatolla Ruhollah Khomeini införde lagar som begränsade religionsfriheten, och landets religiösa sammansättning blev än mer fokuserad på islam. Trots dessa utmaningar fanns små hinduiska samhällen kvar i Iran, särskilt i områden med historiska handelsförbindelser med Indien.

## Hinduism i Iran i nutid
I dag är det hinduiska samfundet i Iran litet men betydelsefullt. De flesta hinduer i Iran är ättlingar till tidigare invandrade grupper, inklusive handelsmän, diplomater och arbetare som anlände under 1800- och det tidiga 1900-talet. Större delen av Irans hinduiska befolkning bor i Teheran, Esfahan och Kerman, där de upprätthåller platser för religiös dyrkan, främst tempel tillägnade hinduiska gudar som Shiva, Vishnu och Durga.
Även om antalet hinduer i Iran uppskattas till färre än 10 000, finns aktiva religiösa, kulturella och sociala organisationer som stödjer samfundets behov. Hinduiska templet i Esfahan och Hinduiska templet i Teheran är två av de mest välkända, där religiösa ceremonier och högtider såsom diwali firas av det lokala samfundet.
Under senare år har ett förnyat intresse vuxit fram för hinduismens kulturella och religiösa arv i Iran, samtidigt som dialogen mellan Iran och Indien har stärkts. Även om hinduismen är en minoritetsreligion i landet, erkänns dess historiska närvaro som en del av Irans bredare kulturella och religiösa mångfald.

## Lista över hinduiska tempel

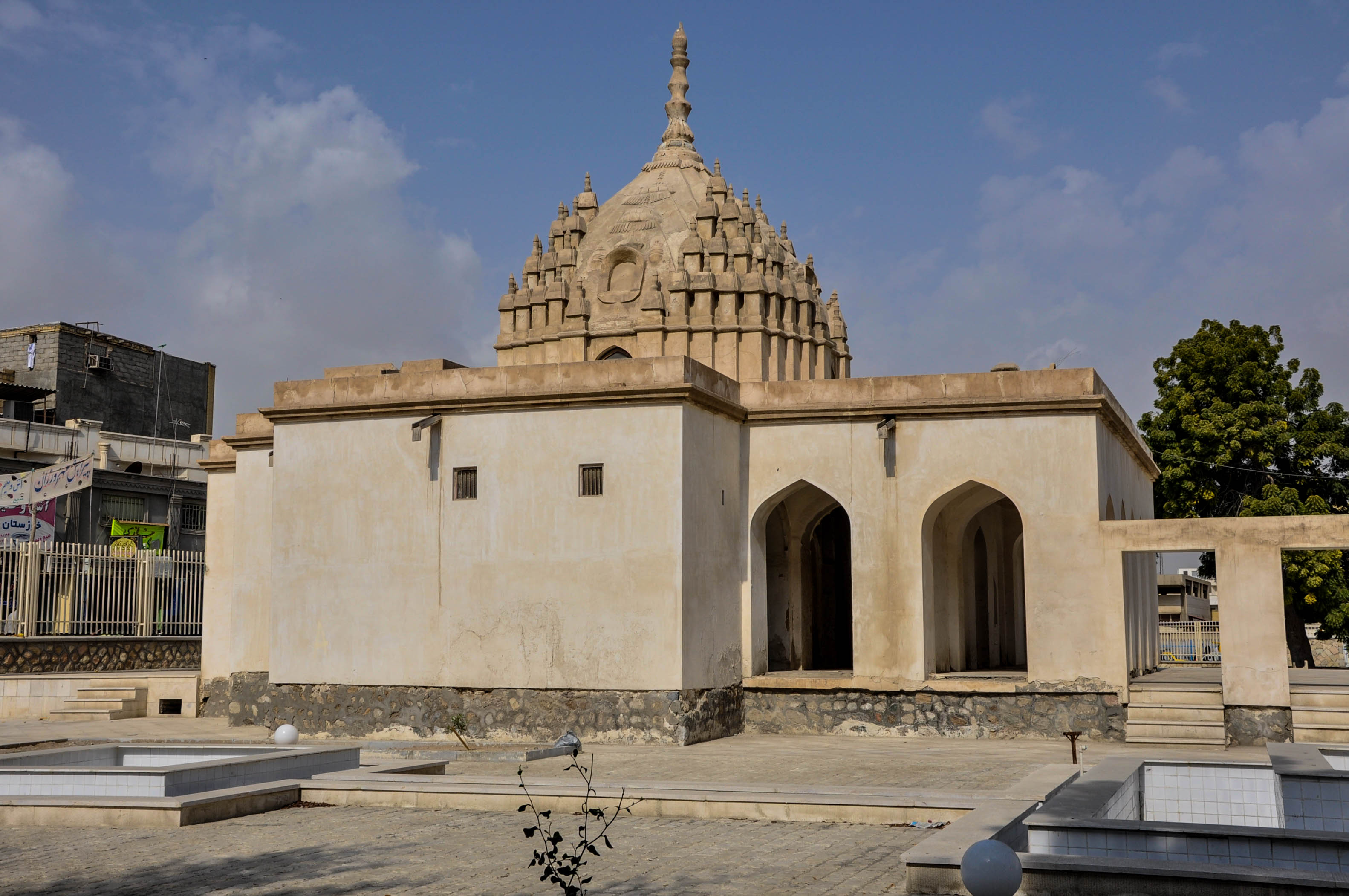
Vishnu-templet i Bandar Abbas

Följande lista är över de anmärkningsvärda hinduiska templen i Iran.
- Vishnu-templet i Bandar Abbas[10]